# Stupniki
Stupniki [pronunciación en polaco: /stupˈniki/] es un pueblo ubicado en el distrito administrativo de Gmina Bielsk Podlaski, dentro del condado de Bielsk, Voivodato de Podlaquia, en el noreste de Polonia. Se encuentra a unos 16 kilómetros al noreste de Bielsk Podlaski y a 28 kilómetros al sur de la capital regional Białystok.